# قوخ (سقز)
قَوَخ روستایی از توابع بخش مرکزی در شهرستان سقز بود که در استان کردستان ایران قرار دارد. در سال ۱۳۹۴ این روستا وارد محدوده شهر شد و هم‌اکنون یکی از محلات سقز به‌شمار می‌آید.

## موقعیت
قوخ در جنوب شهر سقز قرار دارد. رودخانه سقز (چم سقز) از سوی پل قوخ تا پل بهارستان این سوی شهر را به آن سوی شهر وصل می کند.

## جمعیت
این روستا در دهستان تموغه واقع شده و براساس سرشماری سال ۱۳۸۵، جمعیت آن ۲۸۲۶ نفر (۶۵۴ خانوار) بوده‌است.

## مساجد
- مسجد جامع نور: هنگامی که قوخ روستا بود این مسجد به عنوان مسجد اصلی آن جهت مراسم مختلف مورد استفاده قرار می‌گرفت. هم‌اکنون تعداد زیادی از مردم سقز جهت اقامه نماز جمعه در این مسجد حضور می‌یابند و پس از اقامه نماز، جمعه بازار در جلوی این مکان برگزار می‌شود.[نیازمند منبع]